# Шевчук, Герасим Дмитриевич
Герасим Дмитриевич Шевчук (груз. გერასიმე დიმიტრის ძე შევჩუკი, 1884, Тифлис — не ранее 1922) — грузинский политик, член Учредительного собрания Грузии.

## Биография
Русский.
Получил домашнее образование. Позже учился в 3-м отделении Тифлисской гражданской школы.
Член Российской социал-демократической рабочей партии. Работал на Тифлисском трамвае (1910-е годы), был секретарем социал-демократической ячейки работников трамвая.
Подписал Акт независимости Грузии. Лишь он и М. К. Вардоянц подписали этот документ кириллицей. 12 марта 1919 года избран членом Учредительного собрания Республики Грузия по списку Социал-демократической партии Грузии; был членом комиссии по труду.
В 1921 году, после советизации Грузии, оставался в стране. 8 июня 1922 года по приговору Грузинской ЧК получил два месяца тюремного заключения.

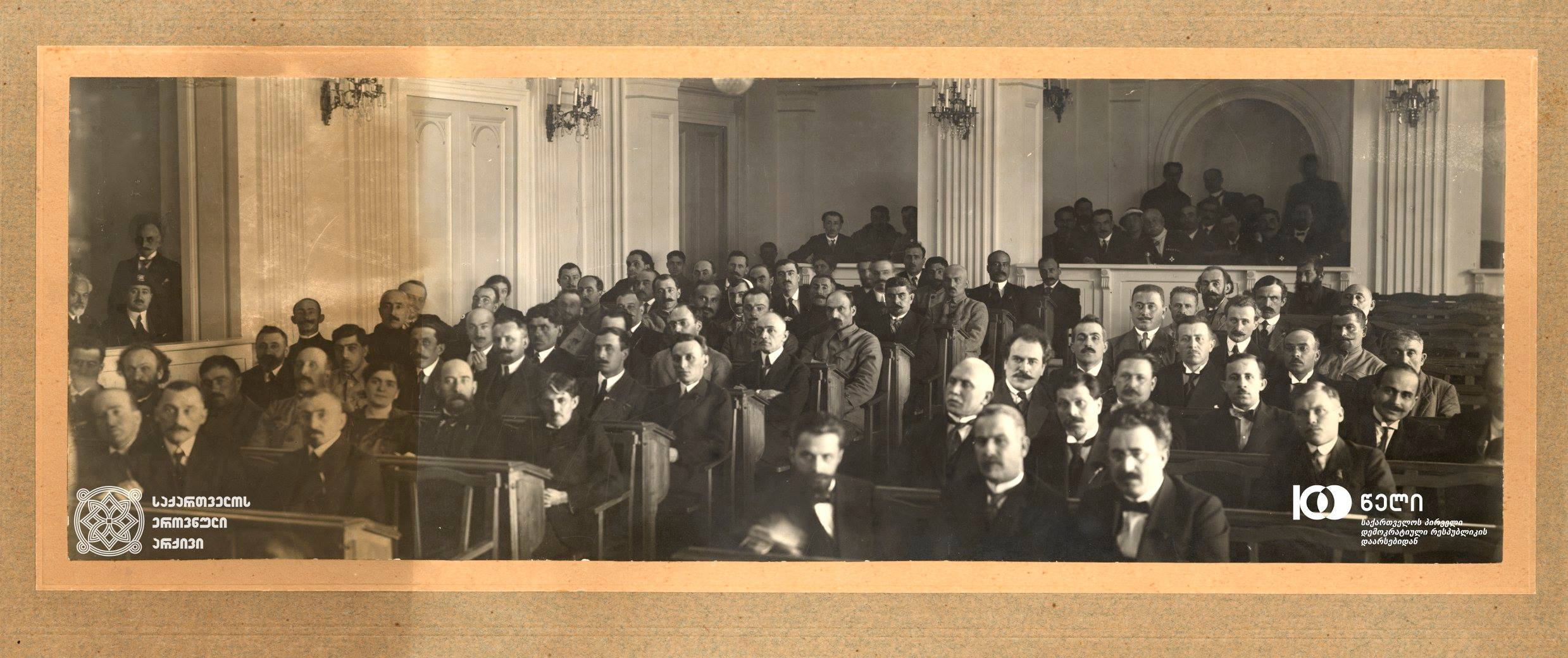
Учредительное собрание Грузии. Шевчук на дальнем плане, левая сторона

Дальнейшая судьба не известна.